# Vámosmikolai járás
A Vámosmikolai járás 1907 és 1923 között Hont vármegyéhez, majd 1932-ig Nógrád és Hont k.e.e. vármegyéhez tartozó járás volt Magyarországon, székhelye Vámosmikola volt.

## Története
A Vámosmikolai járást 1907-ben szervezték. Ezt megelőzően az ide beoszott 21 község közül 18 a Szobi, három pedig (Alsófegyvernek, Felsőfegyvernek és Hontfüzesgyarmat) a Báti járáshoz tartozott.
Az első világháborút követően a járásnak az Ipoly jobb partjára eső része csehszlovák uralom alá került, amit a trianoni békeszerződés véglegesített 1920-ban, csupán négy községe maradt Magyarországon (Ipolytölgyes, Nagybörzsöny, Perőcsény és Vámosmikola). A békeszerződés után a székhelyét és községeinek nagy részét is elvesztett Ipolysági járás Magyarországon maradt községei közül négyet átcsatoltak a Vámosmikolai járáshoz (Baráti, Bernece, Kemence és Tésa).
Az így kialakult, mindössze nyolc községből álló járást 1923-ban Hont vármegye Magyarországon maradt többi részével együtt Nógrád és Hont k.e.e. vármegyéhez csatolták, és ugyanekkor ide csatolták a Szobi járástól Ipolydamásdot és Letkést. A Vámosmikolai járás ezután még majdnem egy évtizedig fennmaradt az ország egyik legkisebb járásaként, végül 1932-ben szűnt meg, amikor teljes területét beolvasztották a szintén a legkisebbek közé tartozó Szobi járásba.
A járás Csehszlovákiához került részéből először megszervezték az Ipolypásztói járást, melyhez a Szobi járásból elcsatolt öt községet is beosztották, ezt azonban 1923-ban megszüntették és községeinek nagy részét az egyidejűleg létrehozott Zselizi járáshoz osztották be.
Az első bécsi döntés következtében 1938 és 1944 között az egykori Vámosmikolai járás teljes területe ismét Magyarországhoz tartozott, azon belül Bars és Hont k.e.e. vármegyéhez. Ekkor a Zselizi járást megszüntették, azonban a Vámosmikolai járást sem szervezték újjá, hanem egykori községeit felosztották az Ipolysági, a Lévai és a Szobi járások között.

## Községei
Az alábbi táblázat felsorolja a Vámosmikolai járáshoz tartozott községeket, bemutatva, hogy mikor tartoztak ide, és hogy hova tartoztak megelőzően, illetve később.
| Község           | Mikortól | Honnan                       | Meddig | Hova                                    |
| ---------------- | -------- | ---------------------------- | ------ | --------------------------------------- |
| Alsófegyvernek   | 1907     | Báti járásból                | 1920   | Ipolypásztói járáshoz (Csehszlovákia)   |
| Baráti           | 1920     | Ipolysági járásból           | 1928   | Bernecével egyesült Bernecebaráti néven |
| Bernece          | 1920     | Ipolysági járásból           | 1928   | Barátival egyesült Bernecebaráti néven  |
| Bernecebaráti    | 1928     | Baráti és Bernece egyesülése | 1932   | Szobi járáshoz                          |
| Felsőfegyvernek  | 1907     | Báti járásból                | 1920   | Ipolypásztói járáshoz (Csehszlovákia)   |
| Garampáld        | 1907     | Szobi járásból               | 1920   | Ipolypásztói járáshoz (Csehszlovákia)   |
| Garamsalló       | 1907     | Szobi járásból               | 1920   | Ipolypásztói járáshoz (Csehszlovákia)   |
| Hontfüzesgyarmat | 1907     | Báti járásból                | 1920   | Ipolypásztói járáshoz (Csehszlovákia)   |
| Ipolybél         | 1907     | Szobi járásból               | 1920   | Ipolypásztói járáshoz (Csehszlovákia)   |
| Ipolydamásd      | 1923     | Szobi járásból               | 1932   | Szobi járáshoz                          |
| Ipolykiskeszi    | 1907     | Szobi járásból               | 1920   | Ipolypásztói járáshoz (Csehszlovákia)   |
| Ipolypásztó      | 1907     | Szobi járásból               | 1920   | Ipolypásztói járáshoz (Csehszlovákia)   |
| Ipolyszakállos   | 1907     | Szobi járásból               | 1920   | Ipolypásztói járáshoz (Csehszlovákia)   |
| Ipolytölgyes     | 1907     | Szobi járásból               | 1932   | Szobi járáshoz                          |
| Kemence          | 1920     | Ipolysági járásból           | 1932   | Szobi járáshoz                          |
| Kisgyarmat       | 1907     | Szobi járásból               | 1920   | Ipolypásztói járáshoz (Csehszlovákia)   |
| Kisölved         | 1907     | Szobi járásból               | 1920   | Ipolypásztói járáshoz (Csehszlovákia)   |
| Kispeszek        | 1907     | Szobi járásból               | 1920   | Ipolypásztói járáshoz (Csehszlovákia)   |
| Letkés           | 1923     | Szobi járásból               | 1932   | Szobi járáshoz                          |
| Lontó            | 1907     | Szobi járásból               | 1920   | Ipolypásztói járáshoz (Csehszlovákia)   |
| Nagybörzsöny     | 1907     | Szobi járásból               | 1932   | Szobi járáshoz                          |
| Nagypeszek       | 1907     | Szobi járásból               | 1920   | Ipolypásztói járáshoz (Csehszlovákia)   |
| Perőcsény        | 1907     | Szobi járásból               | 1932   | Szobi járáshoz                          |
| Szete            | 1907     | Szobi járásból               | 1920   | Ipolypásztói járáshoz (Csehszlovákia)   |
| Tergenye         | 1907     | Szobi járásból               | 1920   | Ipolypásztói járáshoz (Csehszlovákia)   |
| Tésa             | 1920     | Ipolysági járásból           | 1932   | Szobi járáshoz                          |
| Vámosmikola      | 1907     | Szobi járásból               | 1932   | Szobi járáshoz                          |
| Zalaba           | 1907     | Szobi járásból               | 1920   | Ipolypásztói járáshoz (Csehszlovákia)   |

## Területe és népessége
A Vámosmikolai járás főbb adatai a fennállása alatt tartott három népszámlálás alkalmával az alábbiak voltak:
| Népszámlálás éve | Községek száma | Terület (km²) | Népesség (fő) | Népsűrűség (fő/km²) |
| ---------------- | -------------- | ------------- | ------------- | ------------------- |
| 1910             | 21             | 335           | 16 844        | 50                  |
| 1920             | 8              | 206           | 9 314         | 45                  |
| 1930             | 9              | 252           | 11 494        | 46                  |

1. ↑  Baráti és Bernece 1928-ban Bernecebaráti néven egyesült.